# 渡辺英樹
渡辺 英樹（わたなべ ひでき、1960年（昭和35年）2月1日 - 2015年（平成27年）7月13日）は、日本のミュージシャン、ベーシスト。身長167cm。
1980年代に活動していたバンド、C-C-Bのリーダーである。1989年のC-C-B解散後、新たなバンド「VoThM」を結成してリーダーを務める。その他、ミュージシャンと積極的にセッションなど行っていた。また、C-C-Bの元メンバーとユニットを組んでライブを行っていた（詳細はC-C-Bメンバーによる別プロジェクトでの活動などを参照）。

## 来歴
- 東京都文京区出身、文京区立誠之小学校・文京区立第六中学校卒業。帝京高校中退。都立小石川高校へ編入（定時制、1978年3月卒業）。3人兄弟の長男。実家は米販売店を営んでいた（2013年（平成25年）8月3日をもって閉店）。
- 中学時代からアマチュアバンド活動を始める。10代半ば頃からライブハウスなどに出演。ベーシストとして頭角を現すようになり、プロのミュージシャンへの誘いを受けるようになる。
- 1977年（昭和52年）頃、のちに共にC-C-Bのメンバーとなる田口智治、笠浩二らと知り合う。
- 1979年（昭和54年）、ブルーベリー・ジャムに二代目ベーシストとして加入、プロデビュー。1981年まで在籍した。
- 1982年（昭和57年）、CoconutBoysを結成しリーダーに就任。1983年（昭和58年）、シングル『Candy』でメジャーデビュー。
- 1985年（昭和60年）、C-C-B名義でリリースした3rdシングル『Romanticが止まらない』がヒット。1989年（平成元年）10月に同バンドが解散するまでリーダーを務めあげた。
- 1989年（平成元年）、C-C-B解散後、元BEE PUBLICの丸山正剛、田中裕二と新たなバンド”VoThM”を結成。1991年（平成3年）、インディーズレーベルよりアルバム『VoThM』をリリース。
- 1993年（平成5年）11月、テイチクレコードよりシングル『SALLA』でメジャーデビュー。
- 2007年（平成19年）6月公開の北野武監督の映画『監督・ばんざい!』の劇中音楽の編曲・演奏を野村義男とのユニット『三喜屋・野村モーター'S BAND』で担当した。
- 2009年（平成21年）、榊原利彦が主催する『劇団レッド・フェイス』の舞台「七慟伽藍」にゲスト演者として登場、武田信玄を演じた。
- 2014年（平成26年）2月、肺気胸を患い数日入院（翌月にはライブに復帰）。長年愛煙家であったが、これを機に禁煙をした。
- 2015年（平成27年）
  - 6月12日夜、自宅で嘔吐感を訴え救急搬送された。搬送先の病院で大動脈解離の診断を受け緊急手術を受けた。

26年ぶりのC-C-B名義でのライブツアー（「C-C-B#解散後の活動」項参照）を2日後（6月14日）から控えていたが、全公演中止となった[1]。
  - 6月17日、依然経過観察中であるものの、容体が安定してきたことを公式ブログで報告した[2]。
  - 7月17日、公式ブログで、渡辺が急性大動脈解離による多臓器不全のため、2015年7月13日18時5分に死去したこと、すでに近親者のみで通夜および告別式を執り行ったことを報告すると同時に、プロデューサーの松木隆裕がファックスでマスコミ各社に発表した[注釈 1][3][4][5]。55歳没。
  - 8月10日に新宿BLAZEで『渡辺英樹お別れの会 ヒデキファイナル』と冠し、二部制の式典が行われた[注釈 2][6][7]。第一部はチケットが無くても参加できる献花式[注釈 3]、第二部は渡辺と縁の深かったミュージシャンがステージにあがり、ステージ後方に設置されたスクリーンに映し出された渡辺のかつてのライブ映像と“共演”した。ライブの模様の一部はニコニコ生放送で生中継され、視聴者：26,646人、コメント数：20,800を記録した[8]。

また、80年代に音楽番組などで数多く共演したバンド「チェッカーズ」のメンバーである武内享と鶴久政治は各々のTwitterを通じて追悼の言葉を投稿した[9][10]。
- 2016年から命日である7月13日に、渡辺と縁のあったミュージシャンが集い、ライブを行うことが恒例となっていた。しかし、2022年12月に笠浩二が死去したこともあり、2023年から今までのような規模のライブを一旦休止・縮小して行うことになった（2023年以降、丸山と木村による“2人VoThM”名義でライブを行っている）。
  - 2020年（令和2年）7月13日、C-C-B＆VoThM&三喜屋野村モータースバンド『ヒデキカンレキ！祭』が新宿BLAZEにて催された[注釈 4]。ただし、2019年より猛威を振るっている2019新型コロナウイルスによる感染拡大の状況を受け[注釈 5]、本来の収容人数よりも大きく座席数を減らして100名限定・指定席、客席間もいわゆるソーシャルディスタンスに準じて間隔を確保、観客全員にフェイスシールドが配布され、マスク装着と併せて徹底させるなど例年とは異なる措置がされた。なお、ライブの模様は有料生配信された。
  - 七回忌となる2021年（令和3年）7月13日、C-C-B＆VoThM＆三喜屋・野村モーター's BAND『ウルトラヒデキセブン』を新宿BLAZEにて開催した[注釈 6]。
- 誕生日である2月1日には、野村義男主催の”三喜屋・野村モーター'S BAND フィルムライブバージョン”と銘打ったトークライブを開催している。

## 人物
- 他のミュージシャンとの交流も多く、音楽ユニットやセッションなどを精力的に行っていた。
- 音楽活動だけに留まらず、ラジオパーソリティやバラエティ番組の司会、芝居にも挑戦した。
- 小学生の頃からサッカーに夢中で練習をしていた。高校サッカー強豪校の帝京高校に入学するが、サッカー部入部希望者が100人をゆうに超え、また、入部条件のひとつに丸刈り（1970年代当時）があったことから、既に音楽にも目覚めてロックに傾倒していた渡辺は丸刈りに難色を示し拒否、入部を諦めた。サッカー部で活躍する目的を失った後、学校をサボり、友人らとバンド練習に明け暮れるようになった。
- 私生活ではC-C-B解散直前に客室乗務員をしていた女性と結婚したが、後に離婚。女児ふたりは渡辺が引きとった。子どもが通う小学校ではPTA会長も務め、積極的に行事に参加した。
- 渡辺の参加するユニットのグッズ制作などを行っていた会社が運営するミュージックスクールで月に一度、ベース教室の講師をしていた（2006年 - 2012年まで）[11]。

## 主な活動履歴

### C-C-B以前
※10代の頃よりいくつかのバンドに所属。本項では特筆に値するものを記載している。

#### ブルーベリー・ジャム
1977年に結成、1978年4月21日にキティ・レコードよりメジャーデビューしたバンド。渡辺は1979年6月に二代目のベーシストとして加入。1981年に同バンドが解散するまで在籍した。1979年にリリースされたアルバム「ブルーベリー・ジャム」が、2022年8月31日にユニバーサルミュージックよりCD化され再版された。

#### レディ
ブルーベリー・ジャム解散後、渡辺が参加したバンド。その頃、後にC-C-Bのチーフマネージャーになる人物と知り合い、デビューを控えた歌手のバックバンドとしての誘いを受ける。アルファ・ムーンからデビューする方向で準備を進めていたが、その歌手のデビュー自体が流れてしまった。その後、ボーカリストとして関口誠人を紹介されるがレディの活動は頓挫、そのまま自然消滅した。
一連の流れを目の当たりにしていた関係者から上野義美を紹介され、後にミニFM局「KIDS RADIO STATION」への参加、“Coconut Boys”結成のきっかけとなる。

### C-C-B
C-C-Bのページを参照

### 渡辺英樹名義

#### コンピレーション・アルバム
|   | 発売日         | タイトル       | 楽曲                                                            | レーベル   | 規格 | 規格番号         | 備考                                                                |
| - | -------------- | -------------- | --------------------------------------------------------------- | ---------- | ---- | ---------------- | ------------------------------------------------------------------- |
| - | 1990年11月10日 | White Album'90 | 9曲目の「WELCOME TO MY PLEASURE ROOM」 （作詞：作曲：歌）で参加 | ポリドール | CD   | ASIN：B000UVB53A | ポリドールが企画したクリスマスをテーマにしたオムニバスアルバム。 。 |

#### オリジナル・アルバム
|     | 発売日        | タイトル           | レーベル    | 規格 |
| --- | ------------- | ------------------ | ----------- | ---- |
| 1st | 2002年4月25日 | Welcome to my room | 三喜屋Label | CD   |

#### オムニバス・ライブ・アルバム
|  | 発売日     | タイトル                                | レーベル                | 規格 | 規格番号 | 備考 |
|  | ---------- | --------------------------------------- | ----------------------- | ---- | -------- | --- |
|  | 1998年10月 | BASEMENT ATTRACTION LIVE IN FOUR VALLEY | GTO FOUR VALLEY RECORDS | CD   | FV-0006  | 関口がライブハウスFOUR VALLEYと共同プロデュースしたオムニバスCD。 SijiMi名義ではなく、関口誠人&渡辺英樹名義。全13曲（トーク2篇込み）。渡辺は2曲に参加。 SijiMiの公式ページではSijiMiの前進バンドの作品という風に記載されている。 |

#### その他の参加作品
- 好色萬声男（1990年4月21日、FITZBEAT）

小暮伝衛門名義で発売されたデーモン小暮の1stアルバム。8曲目「穴があったら出たひ」と12曲目「IN MY ROOM 〜祇園精舎〜」においてベース演奏で参加。
- 君がいた季節/カラオケならOK（1994年3月2日、ビクターエンタテインメント）

嘉門達夫の25枚目のシングル（両A面）、同年4月6日リリースのベストアルバム『THE BEST OF KAMON TATSUO II』に収録。「カラオケならOK」のベース演奏及びコーラスで参加。同曲の編曲・ギターは野村義男が担当。
- 恋するギャンブラー（1995年11月1日、ポニーキャニオン）

舞台「GIRL's TIME -女の子よ、大志を抱け!-」のテーマソング。同舞台出演者が組んだユニット・“DECAメロン”がリリースしたシングル。ベースで参加（作詞・作曲・編曲：広瀬香美、ギター：野村義男）。なお、下記項″THE C-C-BYE″名義でも同舞台の音楽に参加しているが、本作品は渡辺個人名義での参加。
- さよならは言わない  BOYS BE…オリジナル・サウンドトラック（1997年2月21日、ビクターエンタテインメント）

漫画「BOYS BE…」を原作としたドラマCDのオリジナルサウンドトラック。女性声優の豊嶋真千子と桑島法子のユニット・“GIRLS BE”が歌唱。渡辺の他、野村義男、久保幹一郎、富田京子、関口誠人、西村麻聡らが楽曲提供もしくは演奏で参加。
- THEME PARK（2017年10月2日）

田川ヒロアキが手掛けたCM曲やタイアップ曲などを集めたアルバム。渡辺は15 - 17曲に携わり、16曲目「遅い春越後」では作詞と歌も担当している。
- 440Hz with〈LIFE OF JOY〉（2020年2月29日、エムアイティギャザリング）

野村義男の24年ぶりのオリジナルアルバム。5曲目「ねぎねぎフルフル」の演奏を担当。また、冒頭の笑い声も渡辺のものである。
2013年頃から企画されたアルバムだが、2015年に渡辺が急逝したため新規レコーディングでの参加は事実上不可能になった。野村は自身のアルバムに渡辺のベース演奏が加わらないことは考えられないとの意向から、以前より録りためておいた（野村と共に組んでいたユニットなどの）数曲のなかから渡辺の演奏データをピックアップしてつなぎ合わせ1曲に仕立て上げ、それを軸に他の演奏を添わせた。ベースラインの仕上げ（レコーディング）を行う前夜、野村の夢の中に渡辺が現れ「ねぎねぎふるふる」という謎の単語を残していった。「これはタイトルを伝えに来たのだ」と思い、採用に至ったと野村は語っている。

#### テレビ
- 月曜ドラマスペシャル・連休最後の特別企画『日本一のツイてない男』（1991年5月6日、TBSテレビ） - 単発テレビドラマ。渡辺美奈代演じるヒロイン律子の元恋人・修 役
- 夜のミュージックストレンジャー（1990年4月 - 7月、テレビ神奈川他） - 音楽情報番組。司会。アシスタントは川嶋みき（現：川島だりあ）
- ウラまるカフェ（2001年10月25日、TBSテレビ） - 薬丸裕英が司会を務めるバラエティトーク番組に野村義男とともにゲスト出演

#### ラジオ
- 渡辺英樹のParty on the radio（1990年4月、FM静岡） - パーソナリティ

#### 舞台
- 七慟伽藍（劇団レッド・フェイス（現・THE REDFACE）、舞台（活読劇）） - 武田信玄 役

七慟伽藍其の参（2009年10月8日 - 24日）・ 其の四（2010年2月11日）・ 其の五 Xバージョン（2010年4月16日 - 18日）・ 其の六（2010年5月22日 - 28日）・ 其の十（2010年6月12日）

#### 映画
- 大脱出!〜脱出ゲーム THE MOVIE〜 閉鎖スタジオスピンオフ『LOST SONG』（2009年10月3日 - 11月6日、株式会社アイダック） - 受付の男 役 ※映画のオープニング及びエンディング音楽も担当[注釈 11][15]。

その他、ベーシストとして他アーティストのライブやレコーディング、テレビ出演など多数

### VoThM
- 1989年秋、丸山正剛、田中裕二と結成。
- ドラムは、田中裕二、熊丸久徳、木村健治、GEN、ファンキー末吉など様々なドラマーがメンバーとして参加した。
- リーダーの渡辺が死去後は、メンバーの丸山が主導になり3代目ドラマーだった木村健治と2人体制で活動している。

『VoThM』のページを参照。

### 英丸
2011年 - 2014年、VoThMとしての活動を一時休止をしていた際に丸山正剛と2人でアコースティックライブを基調としてた活動を行っていた際の名義。
『英丸』のページを参照。

### 三喜屋・野村モーター'S BAND / 三野姫
野村義男と結成したバンド。「三喜屋・野村モーター's BAND」はバンド形式、「三野姫」はフォークデュオを基調としている。
レコーディング半ばで渡辺が急逝したため、未完であった作品を野村が仕上げて完成させた三野姫のアルバム『わすれもの5』が2016年2月2日にリリース。それに伴い、2月1日（渡辺の誕生日）に、三野姫名義で野村が一人でライブを敢行。なお、野村は“三喜屋・野村モーター'S BAND”及び“三野姫”の名義は存続させる意向を示している。

### THE C-C-BYE
田口智治、野村義男、衛藤浩一と結成したバック・バンドグループ。
『THE C-C-BYE』を参照。

### THE GATES
1995年に、丸山正剛（G）、野口薫（Dr）、田口智治（Key）と結成。
『THE GATES』のページを参照。

### SijiMi
関口誠人（G）、丸山正剛（G）、三枝泉（Dr）らと結成。
1998年に関口誠人&渡辺英樹として結成。
1999年にメンバー2人を加え、グループ名をSijiMiに変更。
詳細については、SijiMiを参照

### ヨネタワタル
米川英之、田口智治と結成したバンド。
『ヨネタワタル』のページを参照

### WY（ヨネトワタル、ダブルワイ）
ヨネタワタルから田口が脱退し米川英之との2人になったバンド。
『WY』のページを参照

### AJ-米田渡-
2011年7月、『ヨネタワタル』にファンキー末吉をサポートミュージシャンに迎え、『AJ-米田渡-』名義のバンドを組み、C-C-B時代にメンバーが作った楽曲を主にセットリストにしたライブを行った。10月27日には同じメンバーで『田口智治Birthday Live「田口★祭」』をMt.RAINIER HALL SHIBUYA PLEASURE PLEASUREにて行った。
2012年2月1日、『AJ-米田渡-Presents 渡辺英樹 Birthday Event「30周年リサイタル」』を開催。
『AJ-米田渡-』のページを参照

### TANaBE
田口智治と結成したバンド。
『TANaBE』のページを参照

### 安だらけ
「THE GATES」に安東由美子が参加したユニット。
『安だらけ』のページを参照

### 王様、はち王子様&渡辺英樹家来 → 王様+はち王子様+渡辺英KING
直訳ロックで名を馳せた王様、ファンキー末吉そのもののはち王子様のユニットに渡辺が参加。ユニットに途中参加した渡辺が初めから「王族」を名乗るのは身分不相応（王様、はち王子様談）として「家来」の称号を付けられ、衣装も侍従風のものを着用。2013年から3人で直訳ロック・ライブツアーを敢行した。なお、ライブの途中で王様たち同様の衣装に着替え「家来」から「英KING」に格上げされた姿を見ることが出来る。その後、正式に「英KING」に昇格し「王様+はち王子様+渡辺英KING」名義でライブツアーを行った。